# ホルヘ・トーレス・ニーロ
ホルヘ・トーレス・ニーロ（Jorge Torres Nilo, 1988年1月16日 - ）は、メキシコ・ティフアナ出身の元同国代表サッカー選手。現役時代のポジションはディフェンダー（左サイドバック）。

## クラブ経歴
CFアトラスの下部組織出身であり、プリメーラ・ディビシオンA（2部）のアカデミコス（アトラスのBチーム）でデビューした。2006年2月25日のエストゥディアンテス・テコス(UAG)戦85分、トップチームのダニエル・グスマン監督によってラファエル・ガルシア・トーレスとの交代でトップチームデビューとなった。2008年にはコパ・リベルタドーレスに参加し、6試合に出場して準決勝のボカ・ジュニアーズ戦ファーストレグで1得点を挙げた。
2010年5月27日、UANLティグレスに移籍した。アペルトゥーラ2010の4節までは出番がなかったが、8月21日のサントス・ラグナ戦(1-0)でデビューした。アペルトゥーラ2011ではチームメイトのウーゴ・アジャラとともに、リーガMXのベストイレブン（最優秀サイドバック）に選出された。10年以上の在籍で300試合以上に出場し、5回のリーグ優勝をはじめ数々のタイトル獲得に貢献した。
2020年末を以てエスタディオ・ウニベルシタリオを去り、翌年1月よりデポルティーボ・トルーカFCへ加入した。

## 代表経歴
2005年、ヘスス・ラミーレス監督によってCONCACAF U-17選手権に出場するU-17メキシコ代表メンバーに選出され、カナダ戦とハイチ戦の2試合に出場した。同年のFIFA U-17ワールドカップではメキシコが初優勝したが、この際のメンバーからは漏れた。2007年、レネ・イシドロ・ガルシア監督によってパンアメリカン競技大会のメンバーに選出され、メキシコは3位決定戦でボリビアを破って銅メダルを獲得した。同年にはU-23代表としてディヒセル・シールドにも出場したが、トリニダード・トバゴとの決勝戦(1-2)1試合に出場しただけだった。
2008年9月24日、チリとの親善試合(0-1)でメキシコA代表デビューした。この際の監督はスヴェン＝ゴラン・エリクソンであり、試合はアメリカのロサンゼルス・メモリアル・コロシアムで行なわれた。その後は1年ほど代表から遠ざかっていたが、ハビエル・アギーレ監督によって、2010 FIFAワールドカップ本大会前の準備試合で再び招集された。本大会のメンバーにも選出されたが、1試合にも出場していない。2011年5月28日、アメリカのシアトルで行なわれたエクアドルとの親善試合(1-1)でA代表初得点を挙げた。2011年には2011 CONCACAFゴールドカップに出場したが、決勝でアメリカに敗れた。2013年にはブラジルで開催されたFIFAコンフェデレーションズカップ2013に参加し、自身は2試合に出場した。2014 FIFAワールドカップ・北中米カリブ海予選では3次予選6試合中5試合、最終予選10試合中5試合の計10試合に出場した。

## 代表歴

### 出場大会
- メキシコ代表
  - 2010 FIFAワールドカップ

### 試合数
- 国際Aマッチ 49試合 1得点（2008年-2016年）[11]

| メキシコ代表 | 国際Aマッチ | 国際Aマッチ |
| 年           | 出場        | 得点        |
| ------------ | ----------- | ----------- |
| 2008         | 1           | 0           |
| 2009         | 0           | 0           |
| 2010         | 8           | 0           |
| 2011         | 7           | 1           |
| 2012         | 11          | 0           |
| 2013         | 10          | 0           |
| 2014         | 1           | 0           |
| 2015         | 6           | 0           |
| 2016         | 5           | 0           |
| 通算         | 49          | 1           |

### A代表での得点
| #  | 日付          | 場所     | 対戦相手   | スコア | 結果 | 大会     |
| -- | ------------- | -------- | ---------- | ------ | ---- | -------- |
| 1. | 2011年5月28日 | シアトル | エクアドル | 1–0    | 1–1  | 親善試合 |

### U-17代表での出場試合
| #  | 日付          | 場所       | 対戦相手 | 結果 | 大会                     |
| -- | ------------- | ---------- | -------- | ---- | ------------------------ |
| 1. | 2007年5月17日 | クリアカン | ハイチ   | 2-0  | 2005 CONCACAF U-17選手権 |
| 2. | 2007年5月21日 | クリアカン | カナダ   | 2-0  | 2005 CONCACAF U-17選手権 |

### U-23代表での出場試合
| #  | 日付          | 場所                   | 対戦相手             | 結果 | 大会                        |
| -- | ------------- | ---------------------- | -------------------- | ---- | --------------------------- |
| 1. | 2007年5月30日 | ポート・オブ・スペイン | トリニダード・トバゴ | 0-1  | 2007 ディヒセル・シールド   |
| 2. | 2007年7月18日 | リオデジャネイロ       | ベネズエラ           | 2-0  | 2007 パンアメリカン競技大会 |
| 3. | 2007年7月21日 | リオデジャネイロ       | アメリカ合衆国       | 2-0  | 2007 パンアメリカン競技大会 |
| 4. | 2007年7月24日 | リオデジャネイロ       | ジャマイカ           | 0-0  | 2007 パンアメリカン競技大会 |
| 5. | 2007年7月27日 | リオデジャネイロ       | ボリビア             | 1-0  | 2007 パンアメリカン競技大会 |

## タイトル

### クラブ
UANLティグレス
- リーガMX : アペルトゥーラ2011, アペルトゥーラ2016, アペルトゥーラ2017, クラウスーラ2019
- コパMX : クラウスーラ2014
- カンペオン・デ・カンペオーネス : 2016, 2017, 2018
- カンペオーネス・カップ（英語版）: 2018
- CONCACAFチャンピオンズリーグ : 2020

### 代表
メキシコ U-23
- パンアメリカン競技大会 銅メダル : 2007

メキシコ
- CONCACAFゴールドカップ : 2011, 2015
- CONCACAFカップ（英語版）: 2015

### 個人
- リーガMX 最優秀サイドバック : アペルトゥーラ2011